# Liste der Kulturdenkmale in Bad Köstritz
Die Liste der Kulturdenkmale in Bad Köstritz umfasst die als Ensembles und Kulturdenkmale erfassten Kulturdenkmale der thüringischen Stadt Bad Köstritz, die vom Thüringischen Landesamt für Denkmalpflege und Archäologie als Bau- und Kunstdenkmale auf dem Gebiet der Stadt mit Stand von 2005 erfasst wurden. Nicht aufgeführt sind die Kulturdenkmale des zum 1. Januar 2023 eingemeindeten Hartmannsdorf.

## Legende
- Bild: zeigt ein Bild des Kulturdenkmals und gegebenenfalls einen Link zu weiteren Fotos des Kulturdenkmals im Medienarchiv Wikimedia Commons
- Bezeichnung: Name, Bezeichnung oder die Art des Kulturdenkmals
- Lage: Wenn vorhanden Straßenname und Hausnummer des Kulturdenkmals; Grundsortierung der Liste erfolgt nach dieser Adresse. Der Link Karte führt zu verschiedenen Kartendarstellungen und nennt die Koordinaten des Kulturdenkmals.
 Kartenansicht, um Koordinaten zu setzen – in dieser Kartenansicht sind Kulturdenkmale ohne Koordinaten mit einem roten bzw. orangen Marker dargestellt und können in der Karte gesetzt werden. Kulturdenkmale ohne Bild sind mit einem blauen bzw. roten Marker gekennzeichnet, Kulturdenkmale mit Bild mit einem grünen bzw. orangen Marker.
- Datierung: gibt das Jahr der Fertigstellung beziehungsweise das Datum der Erstnennung oder den Zeitraum der Errichtung an
- Beschreibung: bauliche und geschichtliche Einzelheiten des Kulturdenkmals, vorzugsweise die Denkmaleigenschaften
- ID: Die ID identifiziert das Kulturdenkmal eindeutig. In Thüringen sind aktuell keine IDs veröffentlicht. In der ID-Spalte kann sich auch folgendes Icon  befinden, dies führt zu Angaben zu diesem Kulturdenkmal bei Wikidata.

## Ensembles und historische Parkanlagen gem. § 2 Abs. 2 ThürDSchG

### Bad Köstritz
| Bild                                    | Bezeichnung | Lage                                       | Datierung | Beschreibung                           | ID |
| --------------------------------------- | ----------- | ------------------------------------------ | --------- | -------------------------------------- | -- |
| Fotos hochladen                         |             | Julius-Sturm-Platz                         |           |                                        |    |
| Direkt Bild zu diesem Denkmal hochladen |             | Straßenbild Schillerstraße mit Eckbebauung |           |                                        |    |
| Direkt Bild zu diesem Denkmal hochladen |             | Straßenbild Julius-Sturm-Straße 1-13a      |           |                                        |    |
| weitere Bilder Fotos hochladen          |             | Julius-Sturm-Platz (Karte)                 |           | Schlosspark mit Gebäude und Freifläche |    |

## Kulturdenkmale nach Ortsteilen gem. § 2 Abs. 1 ThürDSchG

### Bad Köstritz
| Bild                                    | Bezeichnung                                                    | Lage                                  | Datierung | Beschreibung                                            | ID |
| --------------------------------------- | -------------------------------------------------------------- | ------------------------------------- | --------- | ------------------------------------------------------- | -- |
| Direkt Bild zu diesem Denkmal hochladen | Fachwerkhaus                                                   | Am Anger 1                            |           |                                                         |    |
| weitere Bilder Fotos hochladen          | Gehöft                                                         | Am Mühlgraben 1 (Karte)               |           | Gasthaus zum Frosch                                     |    |
| BW                                      | Fachwerkhaus                                                   | Am Mühlgraben 3 (Karte)               |           |                                                         |    |
| weitere Bilder Fotos hochladen          | Kirche                                                         | An der Kirche 1a (Karte)              |           | mit Ausstattung, Kirchhof und Einfriedung               |    |
| Direkt Bild zu diesem Denkmal hochladen | Ehemaliges Pfarrhaus                                           | An der Kirche 2a                      |           |                                                         |    |
| BW                                      | Wohn- und Geschäftshaus                                        | An der Kirche 6 (Karte)               |           |                                                         |    |
| BW                                      | Wohnhaus                                                       | Berggasse 23 (Karte)                  |           | Fachwerk                                                |    |
| Direkt Bild zu diesem Denkmal hochladen | Mauerreste von Schloss- und Parkanlage                         | Brühl                                 |           |                                                         |    |
| BW                                      | Fachwerkhaus                                                   | Brühl 10 (Karte)                      |           |                                                         |    |
| BW                                      | Wohnhaus mit Hintergebäude                                     | Brühl 25 (Karte)                      |           |                                                         |    |
| BW                                      | Wohnhaus mit Hintergebäude                                     | Brühl 26 (Karte)                      |           |                                                         |    |
| Direkt Bild zu diesem Denkmal hochladen | Jugendhaus „Geschwister Scholl“                                | Eleonorenstraße 20                    |           |                                                         |    |
| BW                                      | Gehöft                                                         | Eleonorenstraße 26 (Karte)            |           | Wohnhaus mit Fachwerk                                   |    |
| BW                                      | Ehemaliges Kleinbauernhaus                                     | Eleonorenstraße 35 (Karte)            |           |                                                         |    |
| BW                                      | Wohnhaus                                                       | Eleonorenstraße 43 (Karte)            |           | Fachwerk mit Bohlenbalkendecke                          |    |
| BW                                      | Mühlengrabenbrücke                                             | Heinrich-Schütz-Straße (Karte)        |           |                                                         |    |
| weitere Bilder Fotos hochladen          | Heinrich-Schütz-Haus                                           | Heinrich-Schütz-Straße 1 (Karte)      |           | Forschungs- und Gedenkstätte                            |    |
| Fotos hochladen                         | Palais mit Seiten- und Rückgebäude                             | Heinrich-Schütz-Straße 4/4a (Karte)   |           |                                                         |    |
| weitere Bilder Fotos hochladen          | Gasthof und Hotel „Goldener Löwe“                              | Heinrich-Schütz-Straße 5/5a (Karte)   |           |                                                         |    |
| Fotos hochladen                         | Wohnhaus                                                       | Heinrich-Schütz-Straße 8 (Karte)      |           | Fachwerk                                                |    |
| Fotos hochladen                         | Wohnhaus                                                       | Heinrich-Schütz-Straße 10 (Karte)     |           | Fachwerk                                                |    |
| Fotos hochladen                         | Wohnhaus                                                       | Heinrich-Schütz-Straße 10a (Karte)    |           | Fachwerk                                                |    |
| Fotos hochladen                         | Gehöft                                                         | Heinrich-Schütz-Straße 11 (Karte)     |           | Fachwerk                                                |    |
| Fotos hochladen                         | Kernbau der Brauerei                                           | Heinrich-Schütz-Straße 16 (Karte)     |           | Fachwerk                                                |    |
| Fotos hochladen                         | Brauereigelände und Brauereigebäude mit Dreiseithof            | Heinrich-Schütz-Straße 17/18 (Karte)  |           |                                                         |    |
| weitere Bilder Fotos hochladen          | Gesamtkomplex Mühlenanwesen                                    | Heinrich-Schütz-Straße 20-20b (Karte) |           | Gebäude, Wehr mit Graben, Brücke, technische Ausrüstung |    |
| Fotos hochladen                         | Mühlenanwesen                                                  | Heinrich-Schütz-Straße 20 (Karte)     |           | Wohn- und Bürohaus                                      |    |
| BW                                      | Mühlenanwesen                                                  | Heinrich-Schütz-Straße 20a (Karte)    |           | Lager                                                   |    |
| BW                                      | Mühlenanwesen                                                  | Heinrich-Schütz-Straße 20b (Karte)    |           | Wohnvilla mit Garten                                    |    |
| Fotos hochladen                         | Wohnhaus                                                       | Heinrich-Schütz-Straße 27 (Karte)     |           |                                                         |    |
| Direkt Bild zu diesem Denkmal hochladen | Ehemaliges Internat der Blumenzucht-Schule „Haushaltsinstitut“ | Hergerstraße 1                        |           | Hauptgebäude                                            |    |
| Direkt Bild zu diesem Denkmal hochladen | Ehemaliges Internat der Blumenzucht-Schule „Haushaltsinstitut“ | Hergerstraße 2                        |           | Nebengebäude                                            |    |
| weitere Bilder Fotos hochladen          | Ehemaliges Schloss mit Schlosshof                              | Julius-Sturm-Platz (Karte)            |           |                                                         |    |
| Fotos hochladen                         | Julius-Sturm-Denkmal                                           | Julius-Sturm-Platz                    |           |                                                         |    |
| Fotos hochladen                         | Wohnhaus „Altes Rathaus“ / „Gucke“                             | Julius-Sturm-Platz 10                 |           |                                                         |    |
| Direkt Bild zu diesem Denkmal hochladen | Grabstätte der 43 Häftlinge des KZ Buchenwald                  | Kirchberg                             |           |                                                         |    |
| Fotos hochladen                         | Heinrich-Schütz-Denkmal                                        | Kirchberg                             |           |                                                         |    |
| Direkt Bild zu diesem Denkmal hochladen | Villa Zersch                                                   | Pappelallee 1                         |           | Parkhotel mit Park und Einfriedung                      |    |
| Direkt Bild zu diesem Denkmal hochladen | Ehemalige Domäne                                               | Puschkinstraße 3a-3c                  |           |                                                         |    |
| Direkt Bild zu diesem Denkmal hochladen | Gehöft                                                         | Puschkinstraße 11                     |           |                                                         |    |
| Fotos hochladen                         | Alte Post                                                      | Werner-Sylten-Straße 5                |           |                                                         |    |
| Fotos hochladen                         | Villa mit Gartenanlage                                         | Werner-Sylten-Straße 13               |           |                                                         |    |
| Fotos hochladen                         | Villa                                                          | Werner-Sylten-Straße 17               |           |                                                         |    |
| Direkt Bild zu diesem Denkmal hochladen | „Adler“-Apotheke                                               | Werner-Sylten-Straße 22               |           |                                                         |    |

### Gleina
| Bild                           | Bezeichnung | Lage                 | Datierung | Beschreibung                                          | ID |
| ------------------------------ | ----------- | -------------------- | --------- | ----------------------------------------------------- | -- |
| weitere Bilder Fotos hochladen | Kirche      | (Karte)              |           | mit Ausstattung, Kirchhof, Grabsteinen und Ummauerung |    |
| BW                             | Hofanlage   | Ortsstraße 7 (Karte) |           | mit Toreinfahrt                                       |    |

### Pohlitz
| Bild                           | Bezeichnung | Lage    | Datierung | Beschreibung                                          | ID |
| ------------------------------ | ----------- | ------- | --------- | ----------------------------------------------------- | -- |
| weitere Bilder Fotos hochladen | Kirche      | (Karte) |           | mit Ausstattung, Kirchhof, Grabsteinen und Ummauerung |    |

### Reichardtsdorf
| Bild                                    | Bezeichnung | Lage            | Datierung | Beschreibung    | ID |
| --------------------------------------- | ----------- | --------------- | --------- | --------------- | -- |
| weitere Bilder Fotos hochladen          | Kirche      | (Karte)         |           | mit Ausstattung |    |
| Direkt Bild zu diesem Denkmal hochladen | Hofanlage   | Ortsstraße 1    |           |                 |    |
| Fotos hochladen                         | Wohnhaus    | Ortsstraße 5/5a |           | mit Umgebinde   |    |